# Sazae-oni

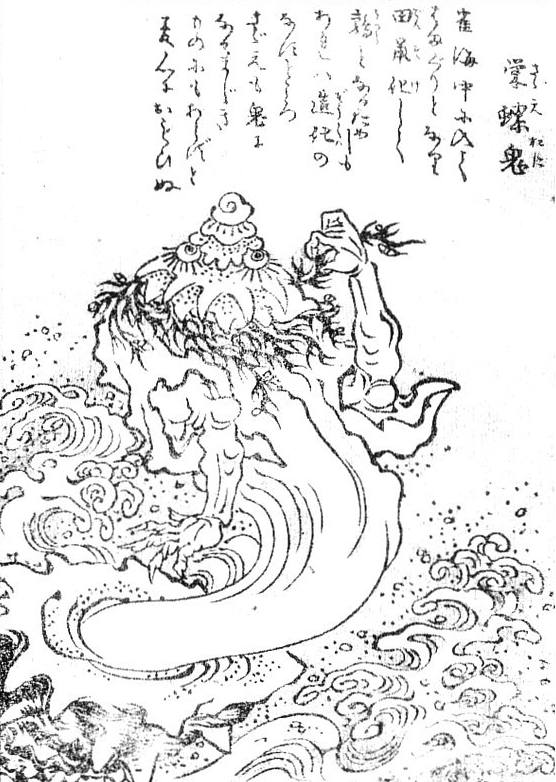
Il sazae-oni illustrato da Toriyama Sekien

Gli sazae-oni (栄螺鬼) sono degli yōkai giapponesi dalla forma di enormi molluschi. Sono degli obake particolari che si formano quando il paguro raggiunge i 30 anni d'età. 

## Leggenda
Il racconto popolare più famoso che comprende queste creature narra di una ciurma di pirati che salvarono una donna dai flutti e che, dopo un lungo corteggiamento, riuscirono a giacere con lei. Ma questa tagliò loro i genitali il giorno seguente, causando la reazione comprensibilmente furente dell'equipaggio che la rigettò in mare. Tornata in acqua, lo  Sazae-oni rivelò la sua vera forma, chiedendo un riscatto in oro per i testicoli dei marinai. I genitali maschili sono detti in giapponese kin-tama, letteralmente "palle d'oro", così lo yōkai scambiò "l'oro per l'oro". Altre leggende li ritengono soliti camuffarsi da esseri umani, recarsi nelle taverne sulla costa, divorare il proprietario e fuggire nella notte.